# 2e régiment des éclaireurs de la Garde impériale
Pour les articles homonymes, voir 2e régiment.
Pour un article plus général, voir Éclaireurs de la Garde impériale.
 (juin 2025).
Le 2e régiment des éclaireurs de la Garde impériale est un régiment de cavalerie légère des Éclaireurs de la Garde impériale créé par Napoléon Ier en 1813 et qui participe à plusieurs batailles lors de la Campagne de France (1814).

## Contexte

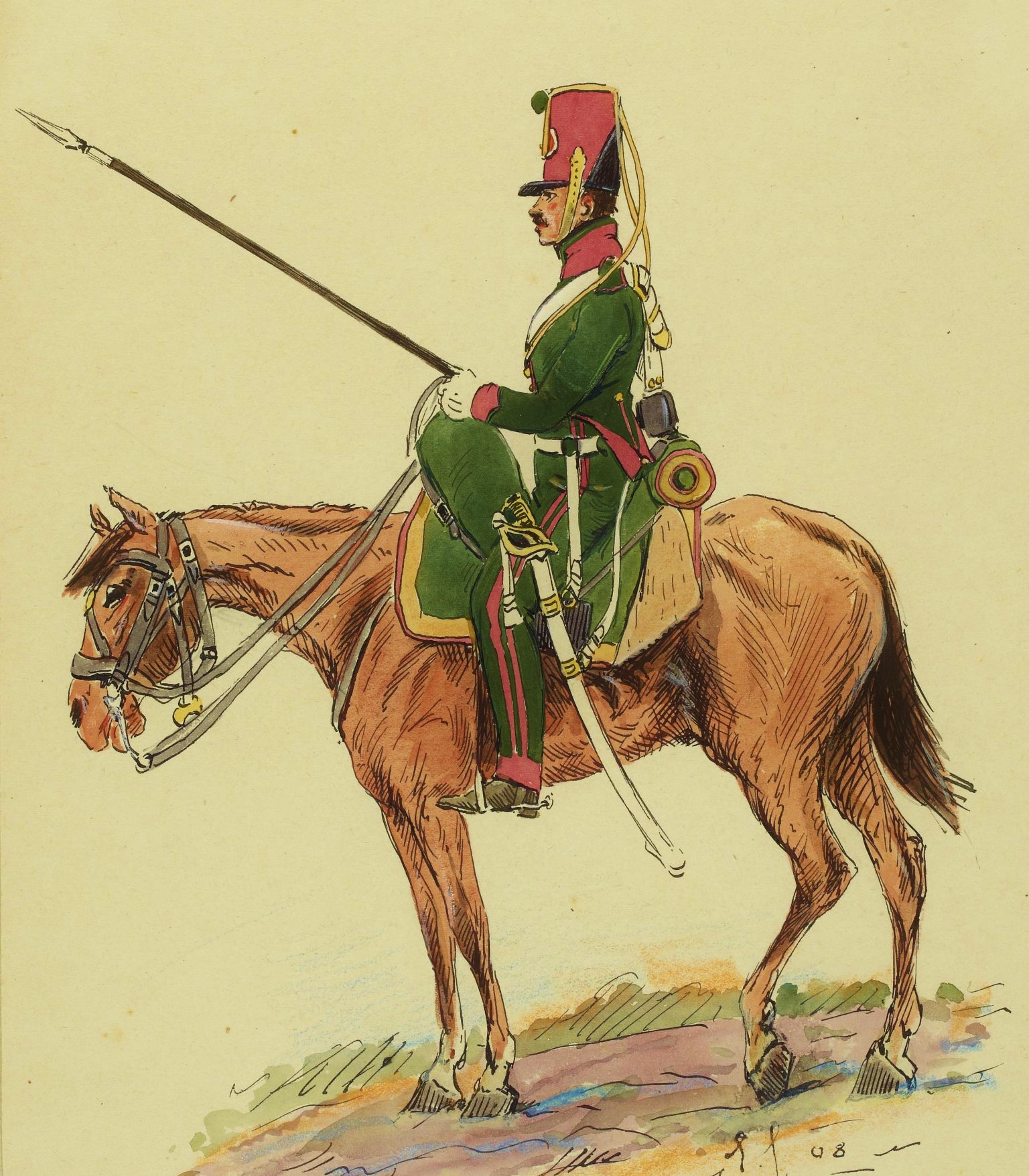
Éclaireur-dragon, 1813, par Ernest Fort.

Pendant la retraite de Russie, les armées impériales sont régulièrement prises à partie par des détachements de cosaques, régiments de cavalerie légère beaucoup plus mobiles que les grenadiers à cheval ou que les dragons.
Très impressionné, Napoléon Ier décide à son retour en France de créer les Éclaireurs de la Garde impériale, trois régiments de cavalerie, qui seraient un contretype parfait des cosaques.

## Création
Avec la perspective dramatique d'avoir à se battre sur le sol français, pour la première fois depuis les Guerres de la Révolution, Napoléon Ier réorganise sa Garde Impériale le 9 décembre 1813. L'article 1 du décret précise la création des Éclaireurs de la Garde impériale. Trois régiments seront alors créés.
Le 2e régiment est rattaché aux dragons de l'Impératrice, d'où son nom de régiment des éclaireurs-dragons.

## Chefs de corps
Le régiment fut d'abord confié au colonel-major Leclerc. Ce dernier étant nommé général moins d'une semaine après, il fut remplacé le 17 décembre 1813 par le colonel Laurent Hoffmayer, transfuge du 2e régiment de dragons de la ligne.
L'unité est constitué de quatre escadrons de 250 hommes chacun, dont les chefs sont :
- Parizot, un ancien des chasseurs à cheval de la Garde,
- Lebrasseur, également des chasseurs à cheval de la Garde,
- Toustaint, transféré du 13e régiment de chasseurs à cheval de la ligne,
- Bourbon-Busset, transféré du 27e régiment de chasseurs à cheval de la ligne

Les chefs d'escadron et certains officiers étaient classés dans la Vieille Garde, le reste des troupes étant dans la Jeune Garde.

## Uniformes
Le régiment portait des uniformes se rapprochant de ceux des Chasseurs de la Ligne : l'habit-veste court vert foncé, appelé aussi « Kinski », avec des boutons en métal blanc et des lacets argent.

## Campagnes & Batailles
Créé en 1813, le régiment arrive tard sur le théâtre des opérations et rejoindra l'armée le 24 janvier 1814, juste à temps pour participer à la Campagne de France, avant d'être dissout pendant la Première Restauration.
- 29 janvier : bataille de Brienne
- 1er février : bataille de La Rothière
- 10 février : bataille de Champaubert
- 11 février : bataille de Montmirail
- 14 février : bataille de Vauchamps
- 18 février : bataille de Montereau
- 13 mars : bataille de Reims
- 20-21 mars : bataille d'Arcis-sur-Aube
- 26 mars : bataille de Saint-Dizier

Arrivé sur le théâtre des opérations avec un peu plus de 1 000 cavaliers (en comptant les officiers), le régiment ne comptera plus que 200 hommes à peine un mois plus tard.